# Michaël Aleksandrovitsj van Rusland
Michaël (II) Aleksandrovitsj Romanov (Russisch: Михаил Александрович Романов, Michail Aleksandrovitsj Romanov) (Sint-Petersburg, 22 november o.s. (4 december n.s.) 1878 – nabij Perm, 12 juni 1918) was de jongste zoon van keizer Alexander III van Rusland.
Bij zijn geboorte was zijn grootvader langs vaderskant (Alexander II van Rusland) keizer van het Russische Rijk. Michaël was vierde in lijn in de troonsopvolging na zijn vader en zijn twee oudere broers Nicolaas en Georgi. Na de moord op zijn grootvader in 1881, werd hij derde in lijn en in 1894 bij de dood van zijn vader tweede in lijn. Georgi stierf in 1899. Waardoor Michaël de troonopvolger werd.
De geboorte van Nicolaas' zoon Aleksej in 1904 zorgde ervoor dat Michaël weer tweede in lijn werd. Maar er werd verwacht dat Aleksej door zijn geërfde aandoening hemofilie niet lang zou leven. Michaël zorgde voor commotie aan het keizerlijk hof toen hij Natalia Brasova, een getrouwde vrouw, als minnares koos. Om schandalen te voorkomen, stuurde Nicolaas hem naar Orjol, maar dit weerhield Michaël er niet van zijn minnares te zien. Na de geboorte van hun eerste en enige kind, Georgi, in 1910 bracht Michaël Natalia naar Sint-Petersburg, waar ze werd gemeden door de samenleving. In 1912 choqueerde hij Nicolaas door met Natalia te trouwen, in de hoop dat hij uit de lijn van de troonsopvolging zou worden verwijderd. Michaël en Natalia verlieten Rusland om in ballingschap in Frankrijk, Zwitserland en Engeland te leven.
Na het uitbreken van de Eerste Wereldoorlog keerde Michaël terug naar Rusland, waar hij het bevel kreeg over een cavalerieregiment. Toen Nicolaas op 15 maart 1917 troonsafstand deed, werd Michaël benoemd tot zijn opvolger in plaats van Aleksej. Michaël stelde echter zijn troonaanvaarding uit totdat een verkozen parlement dit goedkeurde. Dit gebeurde nooit en tijdens de Russische Revolutie werd hij gevangengenomen en nog voor zijn broer Nicolaas vermoord. Gavril Mjasnikov ontvoerde hem en zijn secretaris en in het bos bij het dorp Molovilicha werd hij in de nacht van 12 op 13 juni door Mjasnikovs assistent Andrej Vasiljevitsj Markov doodgeschoten.

## Kwartierstaat
| Nicolaas I van Rusland (1796–1855) | Nicolaas I van Rusland (1796–1855) | Nicolaas I van Rusland (1796–1855) | Nicolaas I van Rusland (1796–1855) | Nicolaas I van Rusland (1796–1855)   | Nicolaas I van Rusland (1796–1855)   | Charlotte van Pruisen (1798-1860)    | Charlotte van Pruisen (1798-1860)    | Charlotte van Pruisen (1798-1860)    | Charlotte van Pruisen (1798-1860)    | Charlotte van Pruisen (1798-1860)     | Charlotte van Pruisen (1798-1860)     |                                                   |                                                   | Lodewijk II van Hessen-Darmstadt (1777-1848)      | Lodewijk II van Hessen-Darmstadt (1777-1848)      | Lodewijk II van Hessen-Darmstadt (1777-1848)      | Lodewijk II van Hessen-Darmstadt (1777-1848)      | Lodewijk II van Hessen-Darmstadt (1777-1848) | Lodewijk II van Hessen-Darmstadt (1777-1848) | Wilhelmina van Baden (1788-1836)               | Wilhelmina van Baden (1788-1836)               | Wilhelmina van Baden (1788-1836)               | Wilhelmina van Baden (1788-1836)               | Wilhelmina van Baden (1788-1836)               | Wilhelmina van Baden (1788-1836)               |  |  | Frederik Willem van Sleeswijk- Holstein-Sonderburg-Glücksburg (1785-1831) | Frederik Willem van Sleeswijk- Holstein-Sonderburg-Glücksburg (1785-1831) | Frederik Willem van Sleeswijk- Holstein-Sonderburg-Glücksburg (1785-1831) | Frederik Willem van Sleeswijk- Holstein-Sonderburg-Glücksburg (1785-1831) | Frederik Willem van Sleeswijk- Holstein-Sonderburg-Glücksburg (1785-1831) | Frederik Willem van Sleeswijk- Holstein-Sonderburg-Glücksburg (1785-1831) | Louise Caroline van Hesse-Kassel (1789-1867) | Louise Caroline van Hesse-Kassel (1789-1867) | Louise Caroline van Hesse-Kassel (1789-1867)    | Louise Caroline van Hesse-Kassel (1789-1867)    | Louise Caroline van Hesse-Kassel (1789-1867)    | Louise Caroline van Hesse-Kassel (1789-1867)    |                                                 |                                                 | Willem van Hessen-Kassel (1787-1867) | Willem van Hessen-Kassel (1787-1867) | Willem van Hessen-Kassel (1787-1867)       | Willem van Hessen-Kassel (1787-1867)       | Willem van Hessen-Kassel (1787-1867)       | Willem van Hessen-Kassel (1787-1867)       | Louise Charlotte van Denemarken (1789-1864) | Louise Charlotte van Denemarken (1789-1864) | Louise Charlotte van Denemarken (1789-1864) | Louise Charlotte van Denemarken (1789-1864) | Louise Charlotte van Denemarken (1789-1864) | Louise Charlotte van Denemarken (1789-1864) |  |  |  |  |  |  |  |  |  |  |  |  |  |  |  |  |  |  |  |  |  |  |  |  |  |  |  |  |  |  |  |  |  |  |  |  |  |  |  |  |  |  |  |  |  |  |  |  |
| Nicolaas I van Rusland (1796–1855) | Nicolaas I van Rusland (1796–1855) | Nicolaas I van Rusland (1796–1855) | Nicolaas I van Rusland (1796–1855) | Nicolaas I van Rusland (1796–1855)   | Nicolaas I van Rusland (1796–1855)   | Charlotte van Pruisen (1798-1860)    | Charlotte van Pruisen (1798-1860)    | Charlotte van Pruisen (1798-1860)    | Charlotte van Pruisen (1798-1860)    | Charlotte van Pruisen (1798-1860)     | Charlotte van Pruisen (1798-1860)     |                                                   |                                                   | Lodewijk II van Hessen-Darmstadt (1777-1848)      | Lodewijk II van Hessen-Darmstadt (1777-1848)      | Lodewijk II van Hessen-Darmstadt (1777-1848)      | Lodewijk II van Hessen-Darmstadt (1777-1848)      | Lodewijk II van Hessen-Darmstadt (1777-1848) | Lodewijk II van Hessen-Darmstadt (1777-1848) | Wilhelmina van Baden (1788-1836)               | Wilhelmina van Baden (1788-1836)               | Wilhelmina van Baden (1788-1836)               | Wilhelmina van Baden (1788-1836)               | Wilhelmina van Baden (1788-1836)               | Wilhelmina van Baden (1788-1836)               |  |  | Frederik Willem van Sleeswijk- Holstein-Sonderburg-Glücksburg (1785-1831) | Frederik Willem van Sleeswijk- Holstein-Sonderburg-Glücksburg (1785-1831) | Frederik Willem van Sleeswijk- Holstein-Sonderburg-Glücksburg (1785-1831) | Frederik Willem van Sleeswijk- Holstein-Sonderburg-Glücksburg (1785-1831) | Frederik Willem van Sleeswijk- Holstein-Sonderburg-Glücksburg (1785-1831) | Frederik Willem van Sleeswijk- Holstein-Sonderburg-Glücksburg (1785-1831) | Louise Caroline van Hesse-Kassel (1789-1867) | Louise Caroline van Hesse-Kassel (1789-1867) | Louise Caroline van Hesse-Kassel (1789-1867)    | Louise Caroline van Hesse-Kassel (1789-1867)    | Louise Caroline van Hesse-Kassel (1789-1867)    | Louise Caroline van Hesse-Kassel (1789-1867)    |                                                 |                                                 | Willem van Hessen-Kassel (1787-1867) | Willem van Hessen-Kassel (1787-1867) | Willem van Hessen-Kassel (1787-1867)       | Willem van Hessen-Kassel (1787-1867)       | Willem van Hessen-Kassel (1787-1867)       | Willem van Hessen-Kassel (1787-1867)       | Louise Charlotte van Denemarken (1789-1864) | Louise Charlotte van Denemarken (1789-1864) | Louise Charlotte van Denemarken (1789-1864) | Louise Charlotte van Denemarken (1789-1864) | Louise Charlotte van Denemarken (1789-1864) | Louise Charlotte van Denemarken (1789-1864) |  |  |  |  |  |  |  |  |  |  |  |  |  |  |  |  |  |  |  |  |  |  |  |  |  |  |  |  |  |  |  |  |  |  |  |  |  |  |  |  |  |  |  |  |  |  |  |  |
|                                    |                                    |                                    |                                    |                                      |                                      |                                      |                                      |                                      |                                      |                                       |                                       |                                                   |                                                   |                                                   |                                                   |                                                   |                                                   |                                              |                                              |                                                |                                                |                                                |                                                |                                                |                                                |  |  |                                                                           |                                                                           |                                                                           |                                                                           |                                                                           |                                                                           |                                              |                                              |                                                 |                                                 |                                                 |                                                 |                                                 |                                                 |                                      |                                      |                                            |                                            |                                            |                                            |                                             |                                             |                                             |                                             |                                             |                                             |  |  |  |  |  |  |  |  |  |  |  |  |  |  |  |  |  |  |  |  |  |  |  |  |  |  |  |  |  |  |  |  |  |  |  |  |  |  |  |  |  |  |  |  |  |  |  |  |
|                                    |                                    |                                    |                                    | Alexander II van Rusland (1818–1881) | Alexander II van Rusland (1818–1881) | Alexander II van Rusland (1818–1881) | Alexander II van Rusland (1818–1881) | Alexander II van Rusland (1818–1881) | Alexander II van Rusland (1818–1881) |                                       |                                       |                                                   |                                                   |                                                   |                                                   | Marie van Hessen-Darmstadt (1824-1880)            | Marie van Hessen-Darmstadt (1824-1880)            | Marie van Hessen-Darmstadt (1824-1880)       | Marie van Hessen-Darmstadt (1824-1880)       | Marie van Hessen-Darmstadt (1824-1880)         | Marie van Hessen-Darmstadt (1824-1880)         |                                                |                                                |                                                |                                                |  |  |                                                                           |                                                                           |                                                                           |                                                                           | Christiaan IX van Denemarken (1818-1906)                                  | Christiaan IX van Denemarken (1818-1906)                                  | Christiaan IX van Denemarken (1818-1906)     | Christiaan IX van Denemarken (1818-1906)     | Christiaan IX van Denemarken (1818-1906)        | Christiaan IX van Denemarken (1818-1906)        |                                                 |                                                 |                                                 |                                                 |                                      |                                      | Louise van Hessen-Kassel (1817-1898)       | Louise van Hessen-Kassel (1817-1898)       | Louise van Hessen-Kassel (1817-1898)       | Louise van Hessen-Kassel (1817-1898)       | Louise van Hessen-Kassel (1817-1898)        | Louise van Hessen-Kassel (1817-1898)        |                                             |                                             |                                             |                                             |  |  |  |  |  |  |  |  |  |  |  |  |  |  |  |  |  |  |  |  |  |  |  |  |  |  |  |  |  |  |  |  |  |  |  |  |  |  |  |  |  |  |  |  |  |  |  |  |
|                                    |                                    |                                    |                                    | Alexander II van Rusland (1818–1881) | Alexander II van Rusland (1818–1881) | Alexander II van Rusland (1818–1881) | Alexander II van Rusland (1818–1881) | Alexander II van Rusland (1818–1881) | Alexander II van Rusland (1818–1881) |                                       |                                       |                                                   |                                                   |                                                   |                                                   | Marie van Hessen-Darmstadt (1824-1880)            | Marie van Hessen-Darmstadt (1824-1880)            | Marie van Hessen-Darmstadt (1824-1880)       | Marie van Hessen-Darmstadt (1824-1880)       | Marie van Hessen-Darmstadt (1824-1880)         | Marie van Hessen-Darmstadt (1824-1880)         |                                                |                                                |                                                |                                                |  |  |                                                                           |                                                                           |                                                                           |                                                                           | Christiaan IX van Denemarken (1818-1906)                                  | Christiaan IX van Denemarken (1818-1906)                                  | Christiaan IX van Denemarken (1818-1906)     | Christiaan IX van Denemarken (1818-1906)     | Christiaan IX van Denemarken (1818-1906)        | Christiaan IX van Denemarken (1818-1906)        |                                                 |                                                 |                                                 |                                                 |                                      |                                      | Louise van Hessen-Kassel (1817-1898)       | Louise van Hessen-Kassel (1817-1898)       | Louise van Hessen-Kassel (1817-1898)       | Louise van Hessen-Kassel (1817-1898)       | Louise van Hessen-Kassel (1817-1898)        | Louise van Hessen-Kassel (1817-1898)        |                                             |                                             |                                             |                                             |  |  |  |  |  |  |  |  |  |  |  |  |  |  |  |  |  |  |  |  |  |  |  |  |  |  |  |  |  |  |  |  |  |  |  |  |  |  |  |  |  |  |  |  |  |  |  |  |
|                                    |                                    |                                    |                                    |                                      |                                      |                                      |                                      |                                      |                                      | Alexander III van Rusland (1845–1894) | Alexander III van Rusland (1845–1894) | Alexander III van Rusland (1845–1894)             | Alexander III van Rusland (1845–1894)             | Alexander III van Rusland (1845–1894)             | Alexander III van Rusland (1845–1894)             |                                                   |                                                   |                                              |                                              |                                                |                                                |                                                |                                                |                                                |                                                |  |  |                                                                           |                                                                           |                                                                           |                                                                           |                                                                           |                                                                           |                                              |                                              |                                                 |                                                 | Dagmar van Denemarken (1847-1928)               | Dagmar van Denemarken (1847-1928)               | Dagmar van Denemarken (1847-1928)               | Dagmar van Denemarken (1847-1928)               | Dagmar van Denemarken (1847-1928)    | Dagmar van Denemarken (1847-1928)    |                                            |                                            |                                            |                                            |                                             |                                             |                                             |                                             |                                             |                                             |  |  |  |  |  |  |  |  |  |  |  |  |  |  |  |  |  |  |  |  |  |  |  |  |  |  |  |  |  |  |  |  |  |  |  |  |  |  |  |  |  |  |  |  |  |  |  |  |
|                                    |                                    |                                    |                                    |                                      |                                      |                                      |                                      |                                      |                                      | Alexander III van Rusland (1845–1894) | Alexander III van Rusland (1845–1894) | Alexander III van Rusland (1845–1894)             | Alexander III van Rusland (1845–1894)             | Alexander III van Rusland (1845–1894)             | Alexander III van Rusland (1845–1894)             |                                                   |                                                   |                                              |                                              |                                                |                                                |                                                |                                                |                                                |                                                |  |  |                                                                           |                                                                           |                                                                           |                                                                           |                                                                           |                                                                           |                                              |                                              |                                                 |                                                 | Dagmar van Denemarken (1847-1928)               | Dagmar van Denemarken (1847-1928)               | Dagmar van Denemarken (1847-1928)               | Dagmar van Denemarken (1847-1928)               | Dagmar van Denemarken (1847-1928)    | Dagmar van Denemarken (1847-1928)    |                                            |                                            |                                            |                                            |                                             |                                             |                                             |                                             |                                             |                                             |  |  |  |  |  |  |  |  |  |  |  |  |  |  |  |  |  |  |  |  |  |  |  |  |  |  |  |  |  |  |  |  |  |  |  |  |  |  |  |  |  |  |  |  |  |  |  |  |
|                                    |                                    |                                    |                                    |                                      |                                      |                                      |                                      |                                      |                                      |                                       |                                       |                                                   |                                                   |                                                   |                                                   |                                                   |                                                   |                                              |                                              |                                                |                                                |                                                |                                                |                                                |                                                |  |  |                                                                           |                                                                           |                                                                           |                                                                           |                                                                           |                                                                           |                                              |                                              |                                                 |                                                 |                                                 |                                                 |                                                 |                                                 |                                      |                                      |                                            |                                            |                                            |                                            |                                             |                                             |                                             |                                             |                                             |                                             |  |  |  |  |  |  |  |  |  |  |  |  |  |  |  |  |  |  |  |  |  |  |  |  |  |  |  |  |  |  |  |  |  |  |  |  |  |  |  |  |  |  |  |  |  |  |  |  |
|                                    |                                    |                                    |                                    |                                      |                                      |                                      |                                      |                                      |                                      |                                       |                                       |                                                   |                                                   |                                                   |                                                   |                                                   |                                                   |                                              |                                              |                                                |                                                |                                                |                                                |                                                |                                                |  |  |                                                                           |                                                                           |                                                                           |                                                                           |                                                                           |                                                                           |                                              |                                              |                                                 |                                                 |                                                 |                                                 |                                                 |                                                 |                                      |                                      |                                            |                                            |                                            |                                            |                                             |                                             |                                             |                                             |                                             |                                             |  |  |  |  |  |  |  |  |  |  |  |  |  |  |  |  |  |  |  |  |  |  |  |  |  |  |  |  |  |  |  |  |  |  |  |  |  |  |  |  |  |  |  |  |  |  |  |  |
|                                    |                                    |                                    |                                    | Nicolaas II van Rusland (1868–1918)  | Nicolaas II van Rusland (1868–1918)  | Nicolaas II van Rusland (1868–1918)  | Nicolaas II van Rusland (1868–1918)  | Nicolaas II van Rusland (1868–1918)  | Nicolaas II van Rusland (1868–1918)  |                                       |                                       | Alexander Aleksandrovitsj van Rusland (1869-1870) | Alexander Aleksandrovitsj van Rusland (1869-1870) | Alexander Aleksandrovitsj van Rusland (1869-1870) | Alexander Aleksandrovitsj van Rusland (1869-1870) | Alexander Aleksandrovitsj van Rusland (1869-1870) | Alexander Aleksandrovitsj van Rusland (1869-1870) |                                              |                                              | Georgi Aleksandrovitsj van Rusland (1871-1899) | Georgi Aleksandrovitsj van Rusland (1871-1899) | Georgi Aleksandrovitsj van Rusland (1871-1899) | Georgi Aleksandrovitsj van Rusland (1871-1899) | Georgi Aleksandrovitsj van Rusland (1871-1899) | Georgi Aleksandrovitsj van Rusland (1871-1899) |  |  | Xenia Aleksandrovna van Rusland (1875-1960)                               | Xenia Aleksandrovna van Rusland (1875-1960)                               | Xenia Aleksandrovna van Rusland (1875-1960)                               | Xenia Aleksandrovna van Rusland (1875-1960)                               | Xenia Aleksandrovna van Rusland (1875-1960)                               | Xenia Aleksandrovna van Rusland (1875-1960)                               |                                              |                                              | Michaël Aleksandrovitsj van Rusland (1878-1918) | Michaël Aleksandrovitsj van Rusland (1878-1918) | Michaël Aleksandrovitsj van Rusland (1878-1918) | Michaël Aleksandrovitsj van Rusland (1878-1918) | Michaël Aleksandrovitsj van Rusland (1878-1918) | Michaël Aleksandrovitsj van Rusland (1878-1918) |                                      |                                      | Olga Aleksandrovna van Rusland (1882-1960) | Olga Aleksandrovna van Rusland (1882-1960) | Olga Aleksandrovna van Rusland (1882-1960) | Olga Aleksandrovna van Rusland (1882-1960) | Olga Aleksandrovna van Rusland (1882-1960)  | Olga Aleksandrovna van Rusland (1882-1960)  |                                             |                                             |                                             |                                             |  |  |  |  |  |  |  |  |  |  |  |  |  |  |  |  |  |  |  |  |  |  |  |  |  |  |  |  |  |  |  |  |  |  |  |  |  |  |  |  |  |  |  |  |  |  |  |  |